# Периодат калия
Периодат калия — неорганическое соединение, соль щелочного металла калия и иодной кислоты с формулой KIO4, бесцветные кристаллы, плохо растворимые в воде.

## Получение
- Медленное окисление иода или иодоводорода перброматом калия:

{\displaystyle {\mathsf {2KBrO_{4}+I_{2}\ {\xrightarrow {}}\ 2KIO_{4}+Br_{2}}}}
{\displaystyle {\mathsf {KBrO_{4}+HI\ {\xrightarrow {}}\ KIO_{4}+HBr}}}
- Электролиз иодата калия в кислой среде:

{\displaystyle {\mathsf {KIO_{3}+H_{2}O\ {\xrightarrow {+e^{-},\!\ H_{2}SO_{4}}}\ KIO_{4}+H_{2}}}}
- Реакция кислых солей, производных ортоиодной кислоты, с азотной кислотой при комнатной температуре:

{\displaystyle {\mathsf {K_{4}H_{2}I_{2}O_{10}+2HNO_{3}\ {\xrightarrow {20^{o}C}}\ 2KIO_{4}\downarrow +2KNO_{3}+2H_{2}O}}}

## Физические свойства
Периодат калия образует бесцветные кристаллы тетрагональной сингонии, пространственная группа I 41/a, параметры ячейки a = 0,575 нм, c = 1,263 нм, Z = 4.
Плохо растворим в воде.

## Химические свойства
- Разлагается при нагревании:

{\displaystyle {\mathsf {2KIO_{4}\ {\xrightarrow {290^{o}C}}\ 2KIO_{3}+O_{2}}}}
- Реагирует с горячей азотной кислотой с образованием ортоиодной кислоты:

{\displaystyle {\mathsf {KIO_{4}+HNO_{3}+2H_{2}O\ {\xrightarrow {80^{o}C}}\ H_{5}IO_{6}+KNO_{3}}}}
- Реагирует с разбавленным гидроксидом калия с образованием дигидроортопериодата калия:

{\displaystyle {\mathsf {2KIO_{4}+2KOH\ {\xrightarrow {}}\ K_{4}H_{2}I_{2}O_{10}}}}
- Является сильным окислителем в кислой среде:

{\displaystyle {\mathsf {5KIO_{4}+2MnSO_{4}+3H_{2}O\ {\xrightarrow {}}\ 2HMnO_{4}+5KIO_{3}+2H_{2}SO_{4}}}}